# Théodolinde de Beauharnais
Théodolinde de Beauharnais, Prințesă de Leuchtenberg, Contesă de Württemberg (13 aprilie 1814 – 1 aprilie 1857) a fost prințesă franco-germană.

## Biografie
Théodolinde a fost al cincilea copil din cei șapte ai lui Eugène de Beauharnais (1781–1824), Duce de Leuchtenberg, și a soției lui, Prințesa Augusta de Bavaria (1788–1851). Ea a avut doi frați: Auguste și Maximilian și patru surori: Josephine, care a devenit regină a Suediei și Norvegiei, Eugénie, Amélie, care a devenit împărăteasă a Braziliei și Carolina. Bunica paternă a fost Josephine de Beauharnais, prima soție a lui Napoleon Bonaparte și fostă împărăteasă a Franței. Bunica Josephine a murit la șase săptămâni după nașterea Théodolindei.
Prin mariajul cu Wilhelm de Württemberg, Théodolinde a devenit contesă de Württemberg însă a murit înainte ca soțul ei să primească titlul de Duce de Urach. A murit în dimineața zilei de 1 aprilie 1857 după o boală scurtă, la vârsta de 42 de ani. 

## Căsătorie și copii
La 8 februarie 1841 la vârsta de 26 de ani s-a căsătorit cu Wilhelm, Duce de Urach la München. Cuplul a avut patru fiice:
- Prințesa Augusta Eugenie de Urach (1842–1916). Căsătorită prima dată cu contele Rudolf von Enzenberg zum Freyen und Jochelsthurn (1835–1874) și a doua oară cu contele Franz von Thun und Hohenstein (1826–1888). Din ambele mariaje a avut copii.
- Prințesa Marie Josephine de Urach (1844–1864).
- Prințesa Eugenia Amalie de Urach (1848–1867).
- Prințesa Mathilde de Urach (1854–1907). Căsătorită cu Paolo Altieri, Prinț de Viano; a avut copii.